# Запрет на вождение автомобиля женщинами в Саудовской Аравии

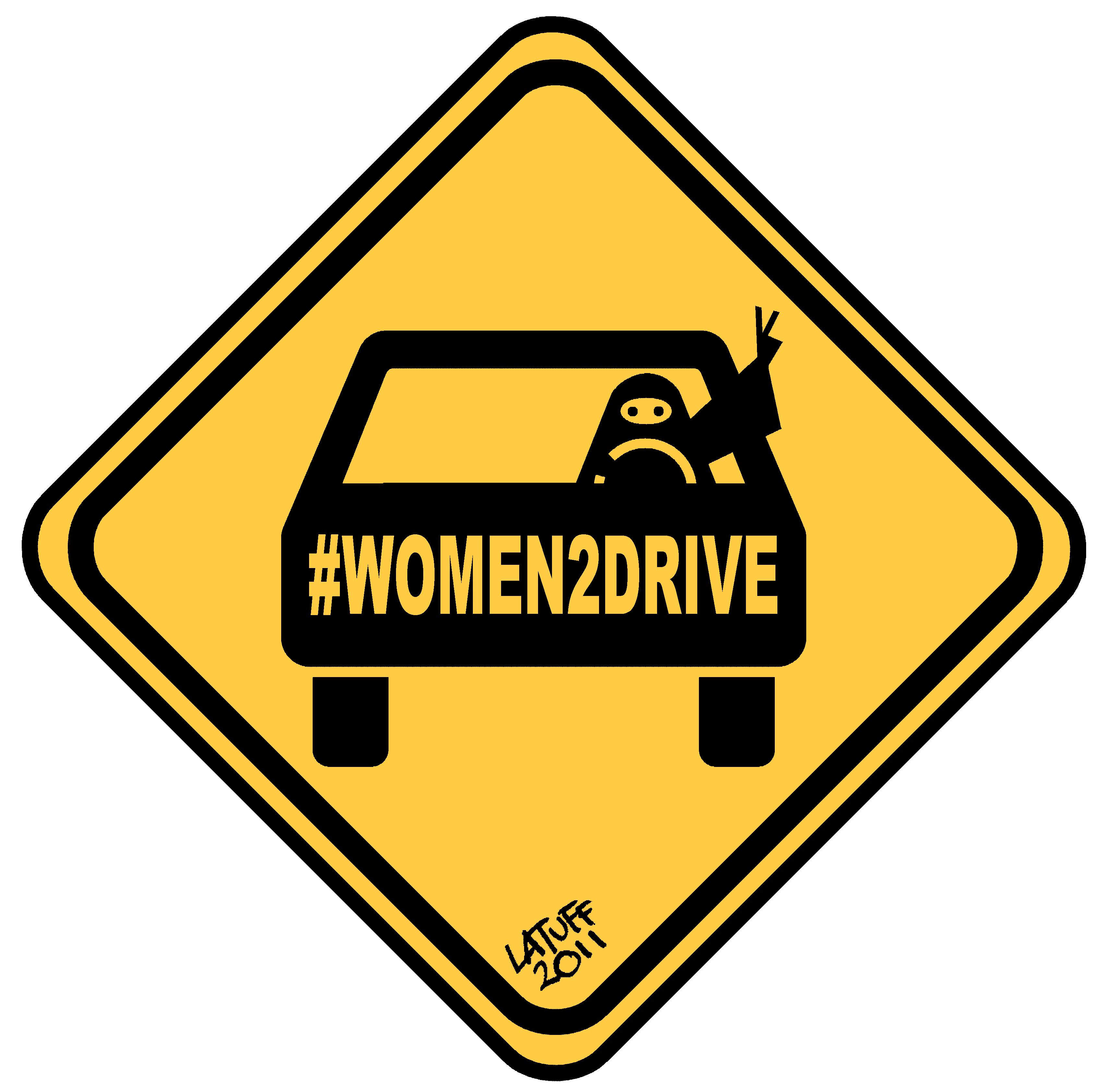
Карикатура Карлоса Латуффа «Новый знак дорожного движения в Саудовской Аравии»

Запрет на вождение автомобиля женщинами в Саудовской Аравии был введён в 1957 году и был отменен 24 июня 2018 года (в соответствии с указом короля Салмана от 26 сентября 2017 года).

## Запрет и борьба за его отмену
Длительное время Саудовская Аравия была единственной страной в мире, где женщинам не дозволено управлять автомобилями и другими транспортными средствами. В 1990-х годах возникло движение за предоставление женщинам права управлять автомобилями. Десятки женщин в Эр-Рияде сели за руль автомобиля и были арестованы и лишены паспортов. В 2007 году Ваджиха аль-Хувайдир и другие женщины обратились к тогдашнему королю Абдалле с просьбой отменить запрет на вождение. В Международный женский день в 2008 году аль-Хувайдир записала своё вождение на видео, что привлекло внимание международных СМИ.
Женщины, в том числе аль-Хувайдир и Манал аш-Шариф, вдохновлённые событиями Арабской весны в 2011 году, организовали более интенсивную кампанию за право женщин на вождение. С 17 июня до конца месяца было документально зарегистрировано около 70 случаев вождения женщинами автомобилей. В конце сентября Шайма Джастания была приговорена к 10 ударам плетью за вождение в Джидде, но приговор был впоследствии отменён.
Два года спустя кампания за право женщин на вождение была возобновлена, 26 октября 2013 года было выбрано днём, когда женщины должны сесть за руль. За три дня до намеченной даты представитель МВД Саудовской Аравии предупредил, что ко всем тем, кто нарушит запрет, а также к тем, кто демонстрирует им поддержку, будут применены соответствующие статьи закона. Лидерам кампании было сделано предостережение не садиться за руль 26 октября, а на дорогах Эр-Рияда были выставлены блокпосты для выявления женщин-водителей.
26 сентября 2017 года король Саудовской Аравии Салман указом разрешил женщинам водить автомобиль c 24 июня 2018 года. 24 июня 2018 года декрет короля Саудовской Аравии, снимающий запрет на вождение для женщин, вступил в силу. До этого момента страна оставалась последней в мире, где девушкам нельзя было находиться за рулем под угрозой наказаний.